# Festuca miscella
Festuca miscella är en gräsart som beskrevs av S.J. Darbyshire. Festuca miscella ingår i släktet svinglar, och familjen gräs. Inga underarter finns listade i Catalogue of Life.